# カーマデーヴァ

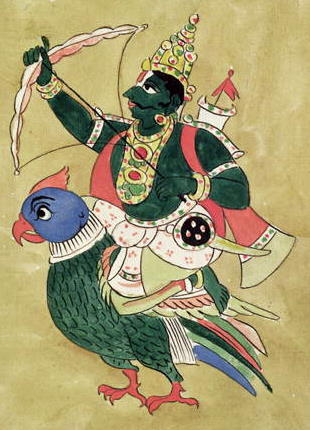
カーマ

カーマデーヴァ（Kāmadeva, 梵: कामदेव）は、ヒンドゥー教における愛の神である。カーマは元来「愛」の意で、マンマタ、カンダルパ、マーラなどとも呼ばれる。
ダルマ（正義）とシュラッダー（信仰）の息子だが、ブラフマーの息子とする説もある。ラティ（快楽）、プリーティ（喜び）を妃とし、ヴァサンタ（春）を親友とする。美男子であり、オウムに乗り、海獣マカラを旗標とし、サトウキビの弓と、5本の花の矢を持つ。ギリシア神話のエロース（クピードー）に相当し、妃のラティや親友ヴァサンタを伴って相手に近づき、その矢で射られた者は恋情を引き起こされる。苦行者の邪魔をすることもあり、それが原因でシヴァ神に焼き殺された。

## 神話

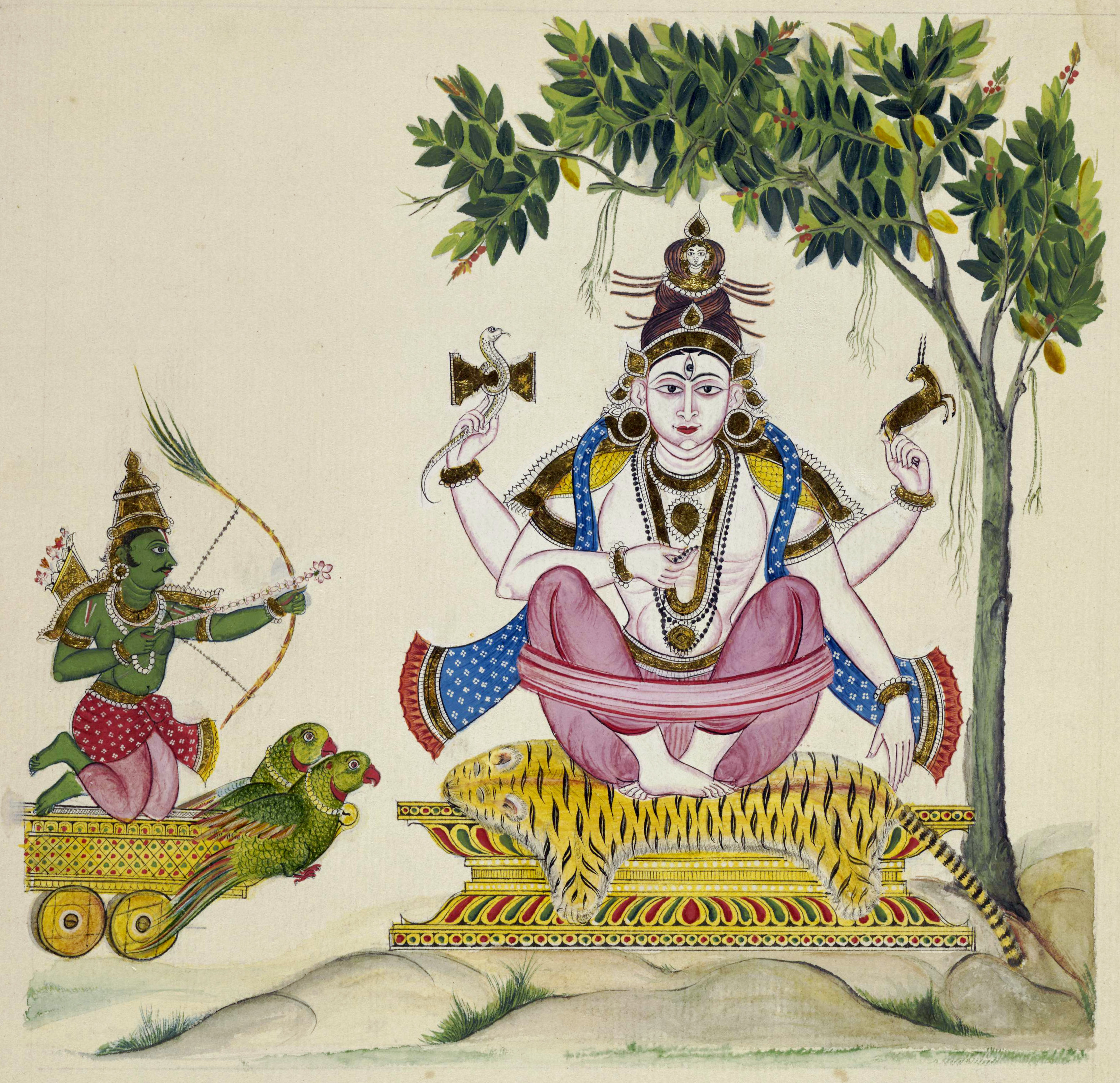
シヴァに向け愛の矢を放とうとするカーマ

### 『クマーラ・サンバヴァ』

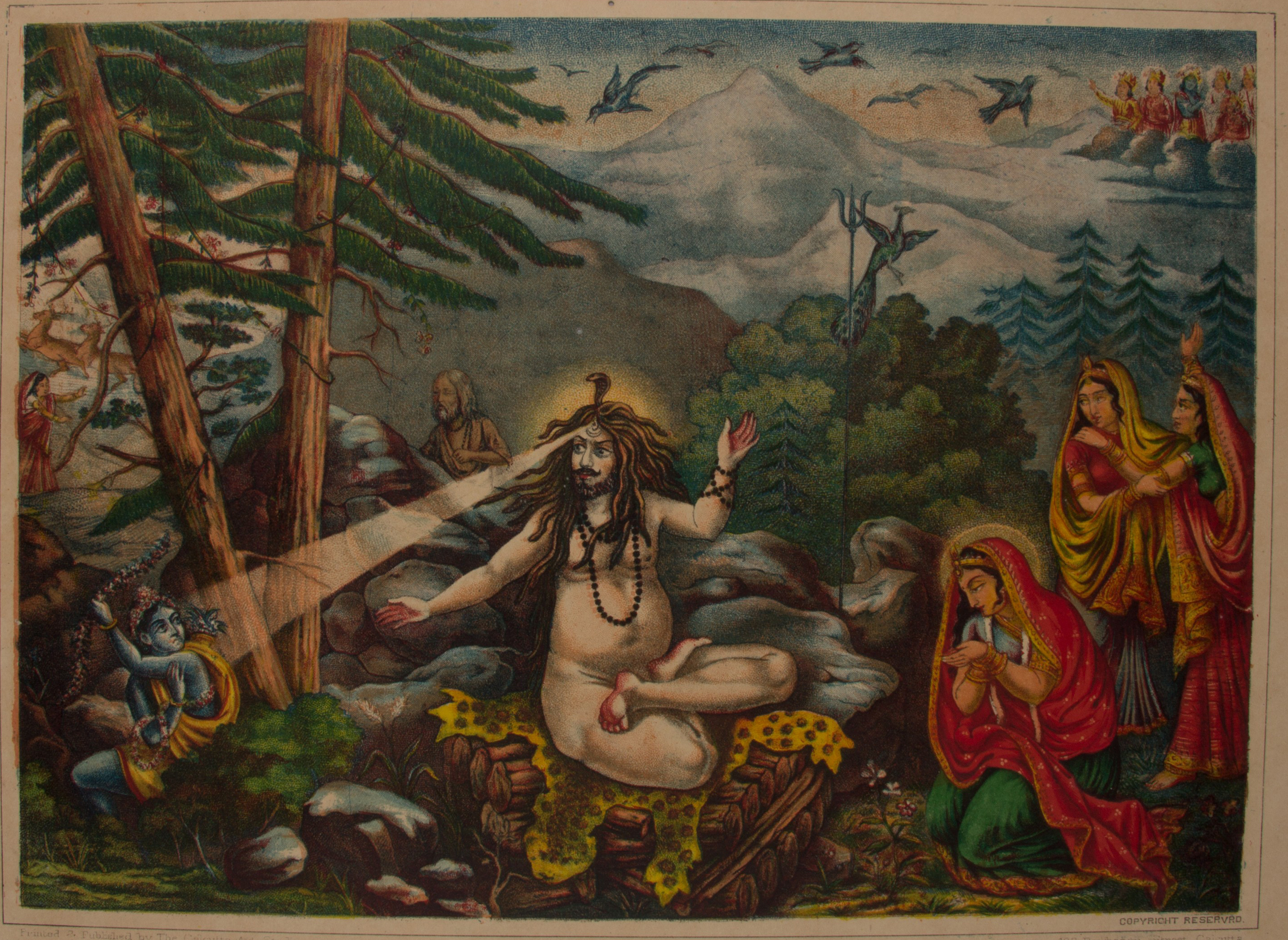
カーマを灰にするシヴァ

神々がターラカという悪魔に悩まされていたとき、ターラカを倒せるのはシヴァ神とパールヴァティーの子（軍神スカンダのこと）とされていたが、苦行に没頭していたシヴァはパールヴァティーに全く興味がなかった。そこでシヴァの関心をパールヴァティーに向けさせようとして、神々はシヴァのもとにカーマを派遣した。瞑想するシヴァはカーマの矢によって一瞬心を乱されたが、すぐに原因を悟り、怒って第三の眼から炎を発しカーマを灰にしてしまった。カーマのアナンガ（身体無き者）という別名はこれに由来するとされる。悲しむラティに天から声が聞こえてきて、シヴァがパールヴァティーを受け入れるとき、シヴァはカーマに肉体を返すだろうと予言をする（カーリダーサ『クマーラ・サンバヴァ』）。

### 『バーガヴァタ・プラーナ』

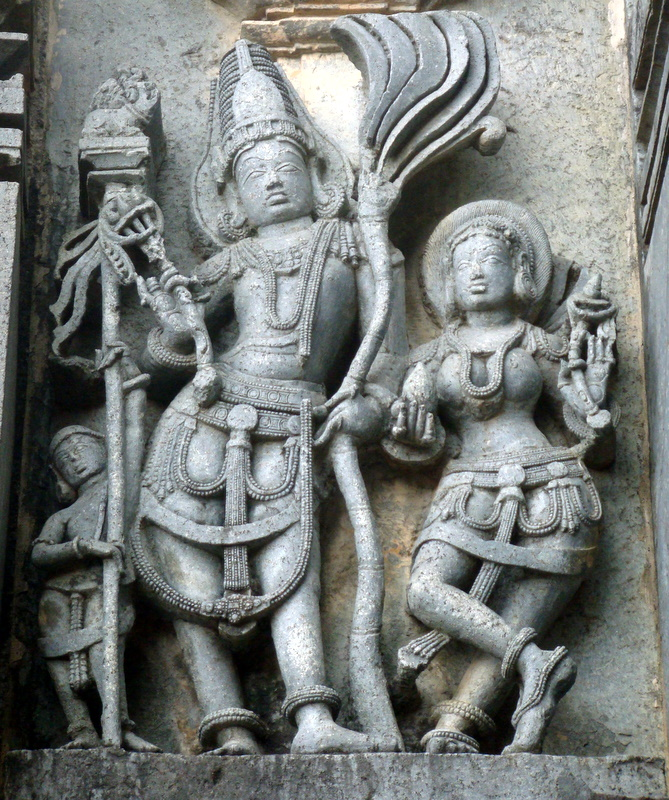
カーマと妃ラティの石像

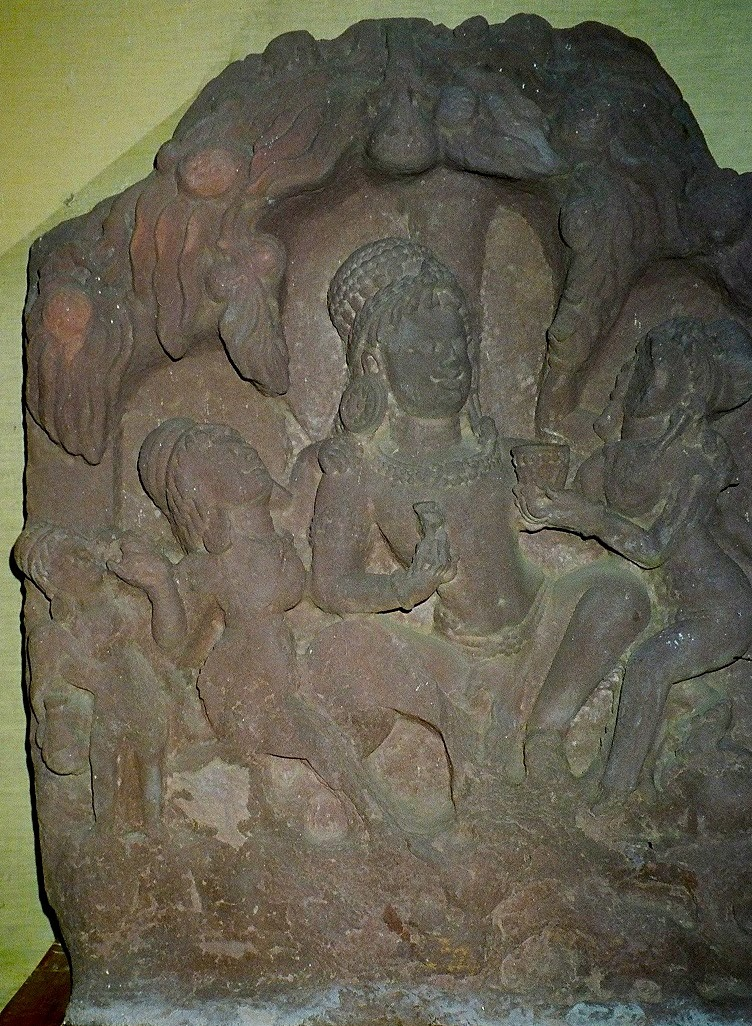
カーマと二人の妻

『バーガヴァタ・プラーナ』によれば、後にカーマはクリシュナとルクミニーの子プラデュムナとして再生する。悪魔シャンバラはプラデュムナに殺されるという予言のために、赤子をさらって海に捨てると、赤子は魚に喰われるが、漁師がその魚を捕らえてシャンバラに献じ、料理人がその腹を割くと赤子は無事であった。そこでシャンバラはそれとは知らずに給仕女（あるいは妻）マーヤーヴァティーに渡すと、彼女はその子を育てたが、マーヤーヴァティーは実はカーマの前世の妃ラティであり、かくして二人は再会を果たした。やがてプラデュムナは長じて悪魔シャンバラを殺し、マーヤーヴァティーをともなってクリシュナのもとに凱旋した。

## カーマ神の別名
カーマの別名マーラは仏陀の修行の邪魔をした障害の魔王の名としても知られる。
- アナンガ（Anaṅga） - 身体無き者。通俗語源解釈。
- マーラ（Māra） - 破壊者。
- アビルーパ（Abhirūpa） - 美しい姿をした者。
- マナシジャ（Manasija） - 心に生じる者。
- アサマバーナ（Asamabāṇa） - 奇数の矢を持つ者。5本の矢を持つことから。
- シュリンガーラヨーニ（Śṛṅgārayoni） - 愛の根源。
- プシュパダヌス（Puṣpadhanus）- 矢を弓で飾る者。

など。

## カーマ神の供養
カーマを供養する祭は、春のチャイトラ月（3月中旬～4月中旬）に行われる。